# Zero Hour (album)
Zero Hour is het debuutalbum van Zero Hour, uitgebracht in 1999 in eigen beheer.

## Track listing
1. Eyes of Denial – 4:42
2. The System Remains – 7:22
3. Voice of Reason – 8:40
4. A Passage – 2:25
5. I. Descent – 3:45
6. II. Awaken – 4:33
7. III. Union – 5:44
8. IV. Solace – 1:03
9. V. Ascent – 2:01

## Band
- Erik Rosvold - Zanger
- Jasun Tipton - Gitarist
- Troy Tipton - Bassist
- Mike Guy - Drummer
- Matt Guillory - Toetsenist
- Phillip Bennett - Toetsenist
- Brittany Tipton - Zangeres